# Busto rosso
Busto rosso è un dipinto a olio su cartone (81 x51 cm) realizzato nel 1913 dal pittore italiano Amedeo Modigliani.
Fa parte di una collezione privata francese.
Modigliani si ispirò all'arte africana nel realizzare quest'opera, corrente che influenzò molto la produzione parigina tra il 1905 e il 1906.